# El Esfuerzo
El Esfuerzo ist eine Ortschaft und eine Parroquia rural („ländliches Kirchspiel“) im Kanton Santo Domingo der ecuadorianischen Provinz Santo Domingo de los Tsáchilas. Die Parroquia besitzt eine Fläche von 281,2 km². Die Einwohnerzahl lag im Jahr 2010 bei 5763.

## Lage
Die Parroquia El Esfuerzo liegt im Tiefland westlich der Cordillera Occidental im Südwesten der Provinz Santo Domingo de los Tsáchilas. Der Río Baba fließt entlang der westlichen Verwaltungsgrenze nach Süden und entwässert dabei das Areal. Im Osten erreichen die Ausläufer der westlichen Anden im El Colorado eine Höhe von 2340 m. Der 290 m hoch gelegene Hauptort befindet sich 21,5 km südwestlich der Provinzhauptstadt Santo Domingo de los Colorados am linken Flussufer des Río Baba. Eine 4,3 km lange Nebenstraße verbindet El Esfuerzo mit der Fernstraße E25 (Santo Domingo de los Tsáchilas–Quevedo).
Die Parroquia El Esfuerzo grenzt im Osten an die Parroquia San José de Alluriquín, im Süden an die Parroquia Santa María del Toachi, im Westen an die Parroquia Luz de América sowie im Norden an das Municipio von Santo Domingo de los Colorados.

## Siedlungen und Orte
In der Parroquia gibt es folgende Recintos:
- Colonia Azuaya
- La Puntilla
- El Bolo
- Polanco
- San José
- La Mina
- Bolo Alto
- El Austro
- El Paraíso Otongo
- La Paraíso Alto
- La Reforma
- Los Angeles
- Los Cristales
- 9 de Octubre
- Union del Bolo
- Milton Murillo
- Santa Marianita
- Las Maravillas
- Alegría del Bolo
- Palmar del Bimbe
- Redención Social
- Nueva Esperanza
- San Jose de Bellavista
- San Vicente de Vaniza
- Buenavista

## Geschichte
Die Parroquia El Esfuerzo wurde am 6. Januar 2003 eingerichtet.